# Erwin Lotter
Erwin Georg Lotter (* 8. Februar 1951 in München; † 7. Oktober 2014 in Aichach) war ein deutscher Politiker (FDP).

## Leben und Beruf
Lotter wurde 1951 als jüngstes von drei Geschwistern geboren. Nach dem Abitur am humanistischen Ludwigsgymnasium in München 1970 folgte ein sechsjähriges Studium der Humanmedizin in Ulm und München. 1977 erfolgte die Approbation als Arzt, anschließend war er als Stabsarzt der Bundeswehr tätig. Von 1979 bis 1986 ließ er sich zum Allgemeinarzt und Psychotherapeuten weiterbilden und arbeitete seit 1986 in Aichach bei Augsburg in einer Gemeinschaftspraxis.
Seit Ende 2011 litt Lotter an idiopathischer Lungenfibrose, einer Lungenkrankheit, die ihn zwang, ständig ein Sauerstoffgerät mit sich zu führen. Am 7. Oktober 2014 verstarb er in einem Münchener Krankenhaus im Alter von 63 Jahren infolge der Krankheit.
Lotter war verheiratet und hatte drei erwachsene Kinder und zu Lebzeiten einen kleinen Enkel.

## Partei
1995 trat Erwin Lotter der FDP bei. Seit 1995 war er stellvertretender Ortsvorsitzender von Aichach. Von 1997 bis 2008 hatte er den Kreisvorsitz des Landkreises Aichach-Friedberg inne, seit 2008 war er stellvertretender Kreisvorsitzender. Seit 2005 war Lotter stellvertretender Vorsitzender des FDP-Bezirksverbandes Schwaben.
Lotter war Gründer und Vorsitzender der am 8. Juli 2009 in Augsburg gegründeten FDP-nahen Vereinigung Liberaler Ärzte e. V. (VLÄ).
Im innerparteilichen Streit um den „Euro-Rettungsschirm“ ESM regte er an, den Streit in Diskussionsforen auszutragen und beizulegen – statt in der umstrittenen Mitgliederbefragung. Damit sollte der ESM-Rettungsfonds gestoppt werden. Es gehe darum, wie «die derzeit scheinbar ziemlich ungebremst aufeinander zufahrenden Züge in Sachen ESM im Interesse der Sachdebatte, wie auch der Partei doch noch ab- und durch ein das Ende bedenkendes Verfahren konstruktiv ausgebremst werden können», heißt es in einem Schreiben Lotters an die FDP-Spitze. Das vorgeschlagene Verfahren stelle sicher, dass „die Partei am Ende nach innen und außen gestärkt, weil geeint, aus der Einbindung der Mitglieder hervorgeht“.
In der Darlehens-Affäre von Christian Wulff forderte er als einziger Parlamentarier aus dem Regierungslager bereits im Dezember 2011 dessen Rücktritt. Im Januar 2012 wiederholte er die Forderung.

## Öffentliche Ämter
Für die Stadt Aichach war Lotter seit 2002 als Stadtrat tätig, von 2002 bis 2008 fungierte er dort als Schulreferent und seit 2008 als Kulturreferent. Seit 2008 war er Kreisrat im Kreistag des Landkreises Aichach-Friedberg.
Am 1. November 2008 rückte Erwin Lotter für den ausgeschiedenen Abgeordneten Martin Zeil in den Deutschen Bundestag nach. Dort war er Mitglied im Ausschuss für Arbeit und Soziales. Bei der Bundestagswahl 2009 zog Lotter erneut in den Bundestag ein und saß seitdem im Ausschuss für Gesundheit und war stellvertretendes Mitglied im Ausschuss für Arbeit und Soziales. Sein Wahlkreis war Augsburg-Land. Aufgrund seiner Erkrankung trat er zur Bundestagswahl 2013 nicht mehr an.
Unterlagen über Lotters Tätigkeit im Deutschen Bundestag befinden sich im Archiv des Liberalismus der Friedrich-Naumann-Stiftung für die Freiheit in Gummersbach.

## Positionen
Erwin Lotter war für die Einführung der Kostenerstattung in der gesetzlichen Krankenversicherung, für verstärkte Prävention und Abbau der Diskriminierung HIV-erkrankter Patienten und für die Einführung von Ernährungskursen für Eltern übergewichtiger Kinder.
Erwin Lotter setzte sich für Zweibettzimmer auch für gesetzlich versicherte Patienten und für den Elternführerschein ein. Er trat für die Abschaffung der Praxisgebühr und für den Stopp der elektronischen Gesundheitskarte ein sowie für die Einrichtung einer zentralen Anlaufstelle, nachdem zahlreiche staatliche Behörden und private Einrichtungen bei der Bekämpfung der Infektionswelle öffentlich über die Kompetenzverteilung diskutiert hatten.
Als stellvertretender Vorsitzender der deutsch-griechischen Parlamentariergruppe forderte er als erster Koalitionspolitiker eine Umschuldung Griechenlands. Im Januar 2012 bekräftigte Lotter seine Haltung im SPIEGEL: „Die Probleme können mit mehr Geld nicht gelöst werden.“ Im Februar 2012 schrieb Lotter zur Diskussion um einen „Sparkommissar“ einen offenen Brief an das griechische Volk, der in der griechischen Tageszeitung „Kathimerini“ veröffentlicht wurde.